# Таутира (залив)
Залив Таутира (фр. Tautira Bay), известный также как Якорная Стоянка Кука (фр. Cooks Anchorage), расположен у острова Таити во Французской Полинезии — заморского сообщества Франции в Тихом океане. Залив ограничен мысом Таутира с востока и барьерным рифом с севера и запада. Вход в залив обеспечивается зазором в рифовом барьере шириной около 0,8 км и такой же глубиной.